# Hsu Yu-hsiou
Hsu Yu-hsiou (Changhua, 2 aprile 1999) è un tennista taiwanese.
In singolare ha vinto il suo primo incontro in una prova del Grande Slam agli US Open 2023, nel 2022 ha conquistato il primo titolo di specialità nell'ATP Challenger Tour e nell'ottobre 2023 ha raggiunto il 158º posto nel ranking ATP.
In doppio ha vinto alcuni tornei Challenger ed è stato 149º del ranking nel luglio 2022, ma non ha mai giocato in tornei del Grande Slam. Nel 2018 ha fatto il suo esordio nella squadra di Taipei cinese di Coppa Davis

## Statistiche

### Tornei Challenger

#### Singolare

##### Vittorie (1)
| N. | Data            | Torneo           | Superficie | Avversario in finale | Punteggio   |
| 1. | 6 novembre 2022 | NSW Open, Sydney | Cemento    | Marc Polmans         | 6-4, 7-6(5) |

##### Finali perse (1)
| N. | Data           | Torneo                            | Superficie | Avversario in finale | Punteggio |
| 1. | 10 agosto 2025 | Chicago Men's Challenger, Chicago | Cemento    | Michael Zheng        | 4-6, 2-6  |

#### Doppio

##### Vittorie (7)
| N. | Data             | Torneo                                     | Superficie  | Compagno        | Avversari in finale                         | Punteggio         |
| 1. | 17 luglio 2021   | President's Cup I, Nur-Sultan              | Cemento     | Benjamin Lock   | Peter Polansky Serhij Stachovs'kyj          | 2-6, 6-1, [10-7]  |
| 2. | 24 luglio 2021   | President's Cup II, Nur-Sultan             | Cemento     | Benjamin Lock   | Oleksii Krutykh Grigoriy Lomakin            | 6-3, 6-4          |
| 3. | 11 dicembre 2021 | Antalya Challenger IV, Adalia              | Cemento     | Oleksii Krutykh | Sanjar Fayziev Markos Kalovelonis           | 6-1, 7-6(5)       |
| 4. | 26 novembre 2022 | Yokkaichi Challenger, Yokkaichi            | Cemento     | Yuta Shimizu    | Masamichi Imamura Rio Noguchi               | 6-1, 7-6(5)       |
| 5. | 25 febbraio 2023 | Bengaluru Open, Bangalore                  | Cemento     | Chung Yun-seong | Anirudh Chandrasekar Vijay Sundar Prashanth | 7-6(2), 6-4       |
| 6. | 14 giugno 2025   | Open de Lyon Challenger, Lione             | Terra rossa | Kaichi Uchida   | Luca Sanchez Seita Watanabe                 | 1-6, 6-3, [12-10] |
| 7. | 26 luglio 2025   | Cranbrook Tennis Classic, Bloomfield Hills | Cemento     | Huang Tsung-hao | Theodore Winegar Michael Zheng              | 4-6, 6-3, [11-9]  |

##### Finali perse (4)
| N. | Data              | Torneo                          | Superficie    | Compagno        | Avversari in finale                      | Punteggio             |
| 1. | 22 settembre 2018 | Kaohsiung Cup, Kaohsiung        | Sintetico (i) | Wang Yeu-tzuoo  | Hsieh Cheng-peng Yang Tsung-hua          | 7-6 (3) , 2-6, [8-10] |
| 2. | 4 dicembre 2021   | Antalya Challenger III, Adalia  | Cemento       | Tseng Chun-hsin | Riccardo Bonadio Giovanni Fonio          | 6-3, 2-6, [10-12]     |
| 3. | 13 aprile 2024    | Busan Open Challenger, Busan    | Cemento       | Chung Yun-seong | Ray Ho Nam Ji-sung                       | 2-6, 4-6              |
| 4. | 2 agosto 2025     | Lexington Challenger, Lexington | Cemento       | Huang Tsung-hao | Anirudh Chandrasekar Ramkumar Ramanathan | 4-6, 4-6              |